# 49th Wing

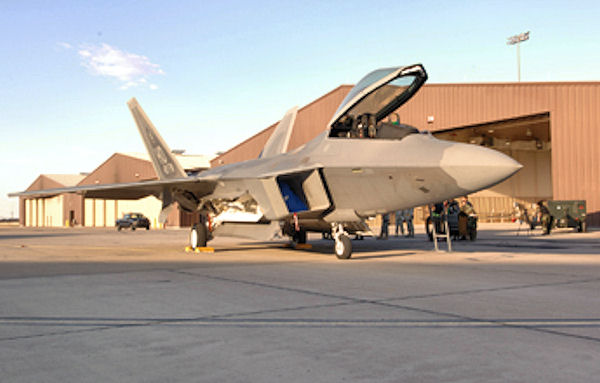
F-22 du 49th FW

Le 49th Wing (49e Escadre), est une unité de chasse de l'Air Combat Command de l'United States Air Force basée à Holloman Air Force Base dans le Nouveau-Mexique.
C'est la seule unité d'active, alors désigné comme 49th Fighter Wing volant sur F-117A entre 1992 et 2008. Elle ensuite équipée de F-22 Raptor jusqu’en 2014, de drones de combat MQ-1 Predator de 2009 à 2018 et de MQ-9 Reaper depuis 2009. Des F-16 lui sont assignés en date de 2024.

## 49th Fighter-Bomber Wing

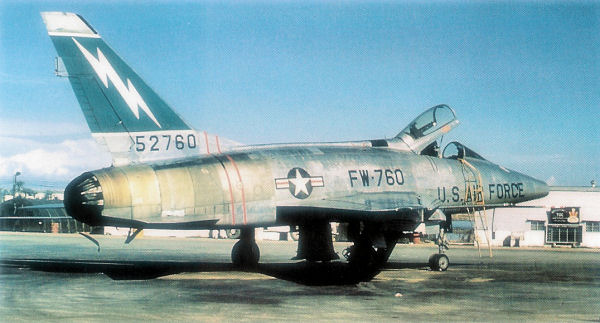
F-100D 55-2760 du 49th TFW à Etain

Les restrictions budgétaires frappant les Pacific Air Forces (PACAF) dans les années 1950, il fut décidé de relocaliser le 49th Fighter Bomber Wing de Misawa Air Base au Japon vers la base aérienne d'Étain-Rouvres en France.
Ce transfert était en fait un simple changement de désignation puisque aucun personnel, appareil ou équipement ne fut transféré de l’Asie vers l’Europe. Le 49th FBW reprit la mission du 388th Fighter Bomber Wing. Les escadrons furent renommés 7th, 8th et 9th Fighter-Bomber Squadrons, avant de voir leur nom transformés le 8 juillet 1958 en Tactical Fighter Squadrons, le 49th devenant le 49th Tactical Fighter Wing.
Des détachements du 49th TFW furent établis à Vouziers-Sechault (près du camp de Suippes) le 1er janvier 1958 et à Chambley-Bussières Air Base le 15 février 1958.
À la suite du décret du gouvernement français de 1957 interdisant le stationnement d’armes et de vecteurs nucléaires sur le territoire français, les Super Sabre du 49th TFW durent quitter Etain. Le 49th TFW fut relocalisé à Spangdahlem Air Base en Allemagne, certains personnels étant transférés également à RAF Lakenheath (abritant le 48th Tactical Fighter Wing également sur F-100) et d’autres bases en France même.

## Organisation en novembre 2006
- 49th Operations Group
  - 7th Combat Training Squadron sur F-117A et Northrop T-38 Talon

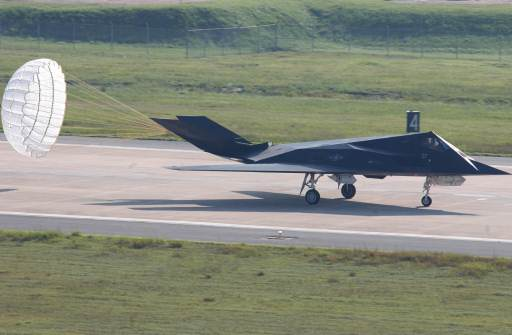
F-117A du 9th EFS lors d'un déploiement à Kunsan Air Base

  - 8th Fighter Squadron sur F-117A
  - 9th Fighter Squadron sur F-117A
- 49th Maintenance Group
- 49th Mission Support Group
- 49th Medical Group

## Lignage
- Établi comme 49th Fighter Wing le 10 aout 1948

Activé le 18 aout 1948
Redesigné 49th Fighter-Bomber Wing le 1er février 1950
Redesigné  49th Tactical Fighter Wing le 8 juillet 1958
Redesigné  49th Fighter Wing on 1er octobre 1991
Redesigné 49th Wing le 30 juin 2010